# شیر نخود
شیر نخود نوعی شیر گیاهی است که از لپه، و معمولاً در ترکیب با آب، روغن آفتابگردان، ریزمغذی‌هایی که برای غنی‌سازی مواد غذایی اضافه می‌شوند، ماده غلظت دهنده و فسفات‌ها تهیه می‌شود. شیر نخود تجاری در طعم‌های شیرین، شیرین نشده، وانیلی و شکلاتی عرضه می‌شود. شیر نخود یک جایگزین سازگار با محیط زیست برای شیر بادام و یک جایگزین غیر غذای اصلاح‌شده ژنتیکی برای شیر سویا است که به بازار عرضه می‌شود. شیر نخود یک محصول مناسب برای افرادی است که مشکل آلرژی به سویا دارند.
شیر نخود هم مانند سایر شیرهای گیاهی، از نظر زیست‌محیطی پایدار است و نسبت به تولید شیر لبنی به آب کمتری نیاز دارد. در حال حاضر اطلاعات محدودی در مورد انتشار گاز گلخانه‌ای و مصرف آب در تولید شیر آماده برای نوشیدن وجود دارد. شیر نخود ساده دارای رنگ مایل به سفید، بافت خامه‌ای، و غلظت است. شیر نخود شیرین نشده مخصوصاً به دلیل داشتن طعمی خاص و «نخود مانند» مورد توجه قرار گرفته است.

## تاریخچه

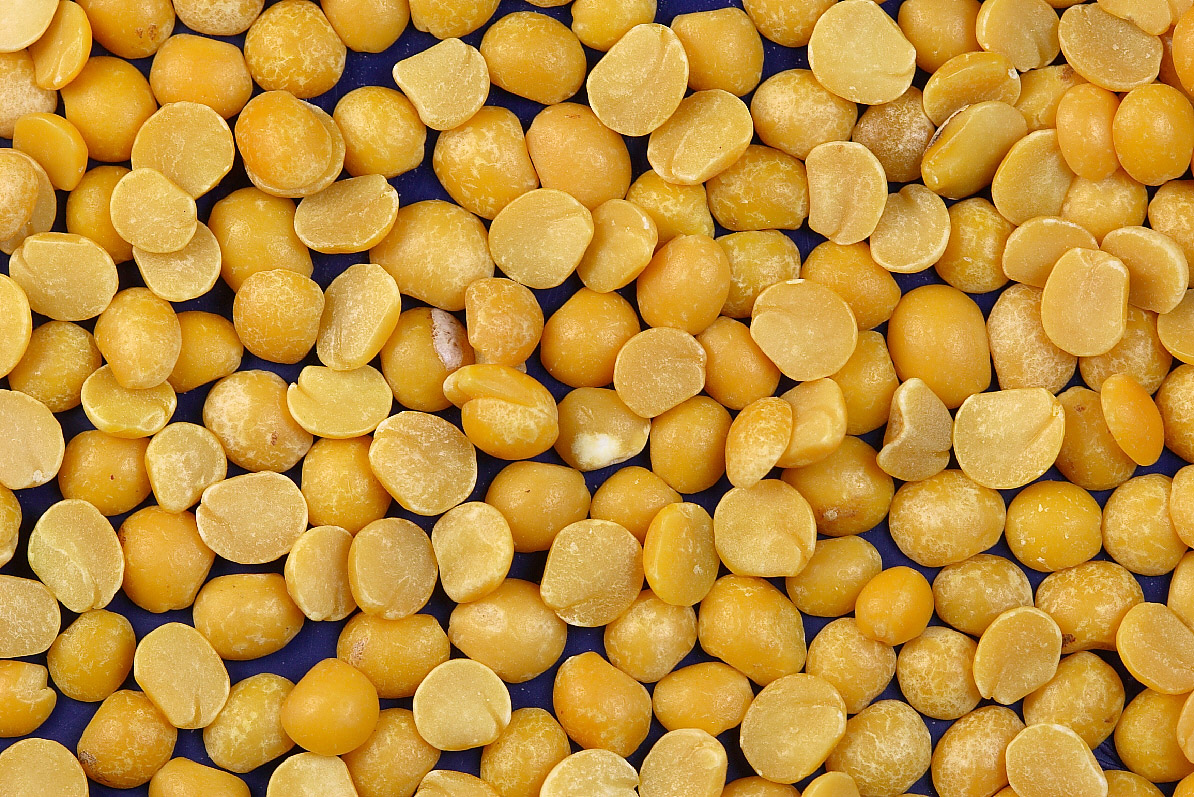
لپه زرد که برای تولید شیر نخود استفاده می‌شود

شیر نخود در بازار خرده فروشی بریتانیا توسط نام تجاری Mighty Society و در استرالیا توسط گروه مواد غذایی آزاد معرفی شد. در سال ۲۰۱۵ توسط ریپل در بازارهای کل مواد غذایی ایالات متحده معرفی شد. تا سال ۲۰۱۸، شیر نخود در بیش از ۱۰۰۰۰ فروشگاه در ایالات متحده موجود بود. شرکت بزرگ محصولات مصرفی نستله نوشیدنی مخصوص به خود به نام وندا را در سال ۲۰۲۱ منتشر کرد.

## منایع
1. 1 2  Judkis, Maura (21 September 2017). "Get ready for pea milk. It doesn't taste like peas and it's not even green". Washington Post. Retrieved 15 December 2017.
2. ↑  Zimberoff, Larissa (20 April 2016). "Are you prepared to drink pea milk?". Mashable. Retrieved 15 December 2017.
3. ↑  Peters, Adele (18 April 2016). "This Pea-Based Milk Is Healthier Than Almond Milk, And Actually Tastes Almost Like Milk". Fast Company. Retrieved 15 December 2017.
4. ↑  "4 Pea Milk Brands & Products That Are Creamy & Rich - 2020". Thrive Cuisine (به انگلیسی). 2018-10-31. Retrieved 2020-05-26.
5. 1 2 3  "How does pea milk compare to other plant-based dairy alternatives?". Evening Standard (به انگلیسی). 2019-05-23. Retrieved 2020-05-18.
6. ↑  Youn, Soo (2016-05-25). "Drink pea milk and save the world: but what if the peas are shipped from France?". The Guardian (به انگلیسی). ISSN 0261-3077. Retrieved 2020-05-13.
7. ↑  "Forget Almond, Pea Milk Is What You'll Be Putting In Your Coffee Next". whimn (به انگلیسی). 2018-07-25. Retrieved 2020-05-13.
8. 1 2  Schmalbruch, Sarah (2016-08-19). "We tried a new dairy-free milk made from peas -- here's the verdict". Business Insider Australia (به انگلیسی). Retrieved 2020-05-13.
9. ↑  "Dailybreak". www.dailybreak.com. Archived from the original on 2021-09-09. Retrieved 2020-05-18.
10. ↑  "Pea Milk: The new vegan milk to hit Australia | Australian Food News". www.ausfoodnews.com.au. 21 October 2018. Retrieved 2020-05-25.
11. ↑  "A Peas Offering For The Dairy Aisle: Can This Milk Alternative Rival The Real Deal?". NPR.org (به انگلیسی). Retrieved 2020-05-18.
12. ↑  "Nestlé's new pea-based milk alternative is epic in everything". Nestlé Global (به انگلیسی). Retrieved 2021-09-08.